# Juan Aretio
Juan Rodríguez Aretio (Ferrol, La Coruña, España, 10 de julio de 1922-Santiago de Compostela, La Coruña, España, 23 de septiembre de 1973) fue un futbolista y entrenador español que jugaba de centrocampista.

## Clubes

### Como jugador
| Club                | País   | Año       |
| ------------------- | ------ | --------- |
| R. C. Celta de Vigo | España | 1943-1949 |
| C. F. Barcelona     | España | 1949-1950 |
| Real Murcia C. F.   | España | 1950-1951 |
| Real Gijón          | España | 1951-1953 |
| R. C. Celta de Vigo | España | 1953-1954 |

### Como entrenador
| Club                       | País   | Año       |
| -------------------------- | ------ | --------- |
| Club Ferrol                | España | 1960-1961 |
| R. C. Celta de Vigo        | España | 1962      |
| R. C. Recreativo de Huelva | España | 1963-1964 |
| U. D. Melilla              | España | 1964-1965 |
| Real Oviedo                | España | 1966-1967 |
| R. C. Celta de Vigo        | España | 1973      |